# Gilberto Velásquez
Gilberto Ariel Velásquez Gómez (Asunción, 11 marzo 1983) è un ex calciatore paraguaiano, di ruolo difensore.

## Carriera

### Club
Durante la sua carriera ha giocato con numerose squadre di club.
In carriera ha giocato complessivamente 4 partite in Coppa Libertadores e 6 partite in Coppa Sudamericana.

### Nazionale
Nel 2003 ha partecipato ai Mondiali Under-20.
Nel 2004 ha giocato 2 partite con la nazionale maggiore paraguaiana.

## Palmarès

### Club

#### Competizioni nazionali
- Campionato cileno: 2

Colo-Colo: Apertura 2007, Clausura 2007